# Symphonie no 10 de Chostakovitch
Pour les articles homonymes, voir Symphonie no 10.
La Symphonie no 10 en mi mineur, op. 93 est une symphonie de Dmitri Chostakovitch. C'est, avec sa Cinquième Symphonie, une des plus connues du compositeur. La période de la composition est incertaine ; bien que certains fragments datent de 1946, les lettres de Chostakovitch laissent penser que la Dixième Symphonie a été composée entre juillet et octobre 1953, donc peu après la mort de Staline. 
Elle a été créée le 17 décembre 1953 à Léningrad par l'Orchestre philharmonique de Leningrad sous la direction de Ievgueni Mravinski.

## Structure
Elle est composée de quatre mouvements :
1. Moderato
2. Allegro
3. Allegretto
4. Andante — Allegro

## Orchestration
L'orchestre comprend une flûte piccolo (3e flûte), 2 flûtes, 2 hautbois, 1 cor anglais (3e hautbois), 3 clarinettes dont une piccolo, 2 bassons, 1 contrebasson (3e basson), 4 cors, 3 trompettes, 3 trombones, 1 tuba, percussions (timbales, triangle, petit tambour, tambour, cymbales, grosse caisse, tam-tam, xylophone) et les cordes (violons, altos, violoncelles, contrebasses).

## Histoire

### Composition
Cette œuvre a été composée en pleine Guerre froide, période durant laquelle le musicien soviétique était fortement critiqué, avec d'autres, pour ses partitions jugées confuses et discordantes, notamment à la suite de son opéra Lady Macbeth de Mtsensk, en raison du jdanovisme artistique (imposé par Andreï Jdanov, premier secrétaire du parti communiste, section de Léningrad). Sa symphonie précédente (la neuvième) date alors de huit ans.

### Création et réception
La première a été donnée le 17 décembre 1953, peu de temps après la mort de Joseph Staline survenue le 5 mars de la même année, sous la direction de Evgeny Mravinsky et remporte d'emblée un franc succès. Elle ne comporte aucun programme mais Chostakovitch avouera plus tard qu'il pensait à Staline  dans l'allegro particulièrement oppressant. On peut sans doute voir dans le final, nettement plus optimiste, la fin du dictateur. C’est également la première œuvre dans laquelle il intègre son acronyme musical DSCH (ré – mi bémol – do – si).

## Analyse
Selon Andris Nelsons, Chostakovitch a peint avec les « couleurs froides » de la Dixième Symphonie un tableau de la peur qui régnait durant la période stalinienne. « On ne savait jamais ce qui pouvait arriver. Et même après la mort de Staline, cette peur est restée. Dans la Dixième, il n’y a pas de joie spontanée ou de soulagement. Dans la répétition frénétique du D-S-C-H, j’entends Chostakovitch dire à Staline avec sarcasme et ironie : "Tu es mort, mais moi, je suis encore vivant ! Je suis encore là !" ».

### Moderato

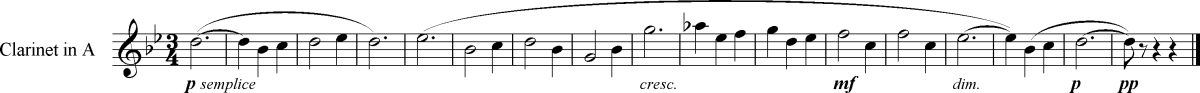
Deuxième thème du premier mouvement

### Allegro
D'une durée d'environ cinq minutes, c'est un mouvement qui piétine tout sur son passage, sans jamais s'arrêter, dans la tonalité sinistre de si bémol mineur. Le thème principal, mélodique, sur un accompagnement sec, reste dans le champ d'attraction de la tonique, si bémol, avant de décoller non sans difficulté. Le second thème, sinueux et chromatique, est joué en tierces superposées aux cordes, tandis qu'un incessant bourdonnement aux contrebasses sert d'assise. Le retour du thème principal, aux cordes graves, trombones et tuba, sur des valeurs longues, donne une dimension tout à fait terrifiante, tandis que le second thème est exposé juste avant la fin, tonitruante et impitoyable. Ce court scherzo est un « portrait au vitriol de Staline ».

### Allegretto
Le troisième mouvement, en ut mineur, est une valse un peu boiteuse, à l'accompagnement arythmique. Le thème principal est descendant et se pose tantôt sur la dominante (sol), tantôt sur la sensible de la dominante (fa dièse). L'ambiance est incertaine, timide, mais l'arrivée du second thème DSCH change la donne : c'est la signature du compositeur, basée sur quatre notes, ré (D), mi bémol (eS), do (C) et si (H), qu'il utilisa aussi dans son Concerto pour violon n°1, et dans son Huitième Quatuor Op. 110. Le troisième thème, introduit  par le cor, fut un mystère pendant très longtemps. La vérité ne fut révélée que très récemment par l'intéressée, la pianiste Elmira Nazirova, qui vécut en Azerbaïdjan avant d'émigrer en Israël. Elle avait étudié la composition avec Chostakovitch, et une relation très forte s'instaura entre eux, bien que platonique. Le thème en question est basé sur les notes suivantes : mi (E) la (L) mi (MI) ré (R) la (A) et une fois introduit, alternera avec le thème de DSCH. Au fur et à mesure, le tempo accélère pour devenir une valse tourbillonnante, mais les deux thèmes, bien que rapprochés, ne se toucheront jamais. La valse initiale revient, les deux thèmes DSCH et Elmira s'estompent, mais la signature du compositeur revient une dernière fois sur un accord mahlérien (accord de do majeur non résolu, celui-là même qui conclut Das Lied von der Erde de Gustav Mahler).

### Andante — Allegro
Le dernier mouvement débute sur une introduction Andante, où le futur thème principal fait son entrée, incertaine, avant de prendre les rênes par l'intermédiaire d'une clarinette provocatrice. L'humour grinçant du finale ne s'arrêtera pas une seconde, coupé net par la réintroduction du thème DSCH qui nous ramène à la réalité avec l'élément initial de l'introduction du final. Mais les thèmes du final reviennent toujours aussi sarcastiques et implacables. Le thème DSCH a toutefois le dernier mot, martelé aux timbales. La symphonie se conclut de manière tonitruante, telle une victoire à la Pyrrhus.

## Discographie sélective
| Direction           | Orchestre                                   | Année              | Label                   | Notes                                                                                 |
| ------------------- | ------------------------------------------- | ------------------ | ----------------------- | ------------------------------------------------------------------------------------- |
|                     | Moisei Vainberg et Dmitri Chostakovitch     |                    |                         | Réduction du compositeur pour piano 4 mains                                           |
| Ievgueni Mravinski  | Orchestre philharmonique de Leningrad       | 1954 1976          | Saga Classics BMG / JVC |                                                                                       |
| Karel Ančerl        | Orchestre philharmonique tchèque            | 1955               | DGG                     |                                                                                       |
| Kirill Kondrachine  | Orchestre philharmonique de Moscou          | 1973               | Melodiya                |                                                                                       |
| Bernard Haitink     | Orchestre philharmonique de Londres         | 1977               | Decca                   |                                                                                       |
| Kurt Sanderling     | Berliner Sinfonie-Orchester                 | 1977 1978          | Berlin Classics Naïve   |                                                                                       |
| Vassili Petrenko    | Orchestre philharmonique royal de Liverpool | 2009               | Naxos                   |                                                                                       |
| Evgeny Svetlanov    | Orchestre symphonique de l'Etat de l'URSS   | 1968               | ICA Classics / BBC      |                                                                                       |
| Herbert von Karajan | Orchestre philharmonique de Berlin          | 1969 (studio+live) | DG                      | le live fut capté à Moscou le 29 mai 1969, le compositeur étant présent dans la salle |
| Mariss Jansons      | Philadelphia Orchestra                      | 1994               | EMI                     |                                                                                       |
| Andris Nelsons      | Boston Symphony Orchestra                   | 2015               | DG                      |                                                                                       |
| Tugan Sokhiev       | Orchestre national du Capitole de Toulouse  | 2021               |                         | Concert en public capté le 8 septembre 2021 à la Halle aux Grains de Toulouse.        |

Radio Classique a réalisé une audition en aveugle des différents enregistrements de la symphonie.